# Warsaw Unit
Warsaw Unit – wieżowiec znajdujący się w dzielnicy Wola w Warszawie, przy rondzie Daszyńskiego 1.

## Historia
Biurowiec jest inwestycją spółki Ghelamco, został zaprojektowany przez Projekt Polsko-Belgijska Pracownia Architektury. Powstał w miejscu zburzonej kamienicy przy ul. Pańskiej 112, na wąskiej działce przy rondzie Daszyńskiego, między ulicami Prostą, Pańską i Wronią.
Budowa rozpoczęła się w kwietniu 2017 i zakończyła w maju 2021.

## Architektura
Budynek posiada 46 kondygnacji, 14 wind, 57 000 m² powierzchni biurowej, powierzchnię handlowo-usługową oraz 456 miejsc parkingowych. W parterze budynku przewidziano miejsce na lokale usługowe i gastronomiczne, a pod ziemią trzypoziomowy garaż. Parking zajmuje też 8 kondygnacji naziemnych. Wieżowiec wyposażony jest ponadto w 14 wind, z czego część jest panoramiczna.
W części Warsaw Unit zastosowano elewację typu Dragon Skin („smocza skóra”), czyli fasady kinetycznej, złożonej z kilku tysięcy ruchomych płytek, które mają reagować na podmuchy wiatru tworząc niepowtarzalne obrazy. Taki rodzaj elewacji został użyty w Polsce po raz pierwszy. Na ostatniej kondygnacji wieżowca znajduje się taras otoczony szklaną ścianą.